# Sybra citrina
Sybra citrina är en skalbaggsart som beskrevs av Stefan von Breuning 1950. Sybra citrina ingår i släktet Sybra och familjen långhorningar.
Artens utbredningsområde är Sri Lanka. Inga underarter finns listade i Catalogue of Life.